# Heteropsyllus rostratus
Heteropsyllus rostratus är en kräftdjursart som först beskrevs av Sars 1920.  Heteropsyllus rostratus ingår i släktet Heteropsyllus och familjen Canthocamptidae. Arten är reproducerande i Sverige. Inga underarter finns listade i Catalogue of Life.